# Lúčanské Veterné hole
Lúčanské Veterné hole jsou geomorfologickou částí Lůčanské Fatry.

## Vymezení
Nacházejí se v severní části Lúčanské Fatry, mezi částí Kýčera na jihu a údolím Váhu se Strečnianskou soutěskou na severovýchodě, kde navazují Krivánské Veterné hole (část Krivánské Fatry). Na severozápadě leží Rajecká dolina, na severu Žilinská pahorkatina a Varinské podolie (podcelky Žilinské kotliny), východně navazují podcelky Turčianské kotliny Turčianske nivy a Valčianska pahorkatina, ale také část Lúčanské Fatry, Martinské predhorie . 

## Ochrana území
V této části Lúčanské Fatry leží národní přírodní rezervace Kozol a přírodní památka Domašínský meandr. Malá Fatra patří mezi chráněné ptačí území a severní část je ochranným pásmem Národního parku Malá Fatra. Z kulturních památek je na okraji území Hrad Strečno a kuneradský zámek.

## Vybrané vrcholy
- Veľká lúka (1475 m n. m.) - nejvyšší vrch Lůčanské Fatry
- Krížava (1456,7 m n. m.)
- Veterné (1441,6 m n. m.)
- Zázrivá (1394,2 m n. m. )
- Minčol 1363,9 m n. m.)
- Skalka (1308,4 m n. m.)
- Dlhá lúka (1304,9 m n. m.)
- Úplaz (1301 m n. m. )
- Horná lúka 1299 m n. m.)
- Kopa (1232 m n. m.)

## Významné sedla
- Javorina (967 m n. m.)
- sedlo Majbíková (990 m n. m.)
- Okopy (1285 m n. m.) [2]